# فرودگاه تک‌بانده کورونی
فرودگاه تک‌بانده کورونی (به انگلیسی: Coeroenie Airstrip) یک فرودگاه همگانی است . این فرودگاه در کشور سورینام قرار دارد و در ارتفاع ۱۴۶ متری از سطح دریا واقع شده‌است.